# Bateria Ta’ Għemmuna
Bateria Ta’ Għemmuna (malt. Batterija ta’ Għemmuna, ang. Ta’ Għemmuna Battery) – nieistniejąca już bateria artyleryjska w St. Julian’s na Malcie, zbudowana przez powstańców maltańskich podczas blokady Francuzów w latach 1798–1800. Ulokowana na Dragonara Point, przed umocnieniami (entrenchments), zbudowanymi przez Joannitów w Spinoli. Bateria posiadała magazyn i duży parapet z dziewięcioma strzelnicami. Uzbrojenie stanowiło siedem dział, zabranych z Wieży Świętej Marii, oraz Saint Paul’s Bay.
Bateria zbudowana została przez Vincenzo Borga w lutym 1799 roku, po tym, gdy blisko wybrzeża Malty zaobserwowano około 30 francuskich okrętów. Zadaniem baterii było zapobiec lądowaniu francuskich sił pomocniczych w zatokach St. Julian’s Bay i St. George’s Bay, jak również osłaniać zaplecze innych stanowisk powstańców.

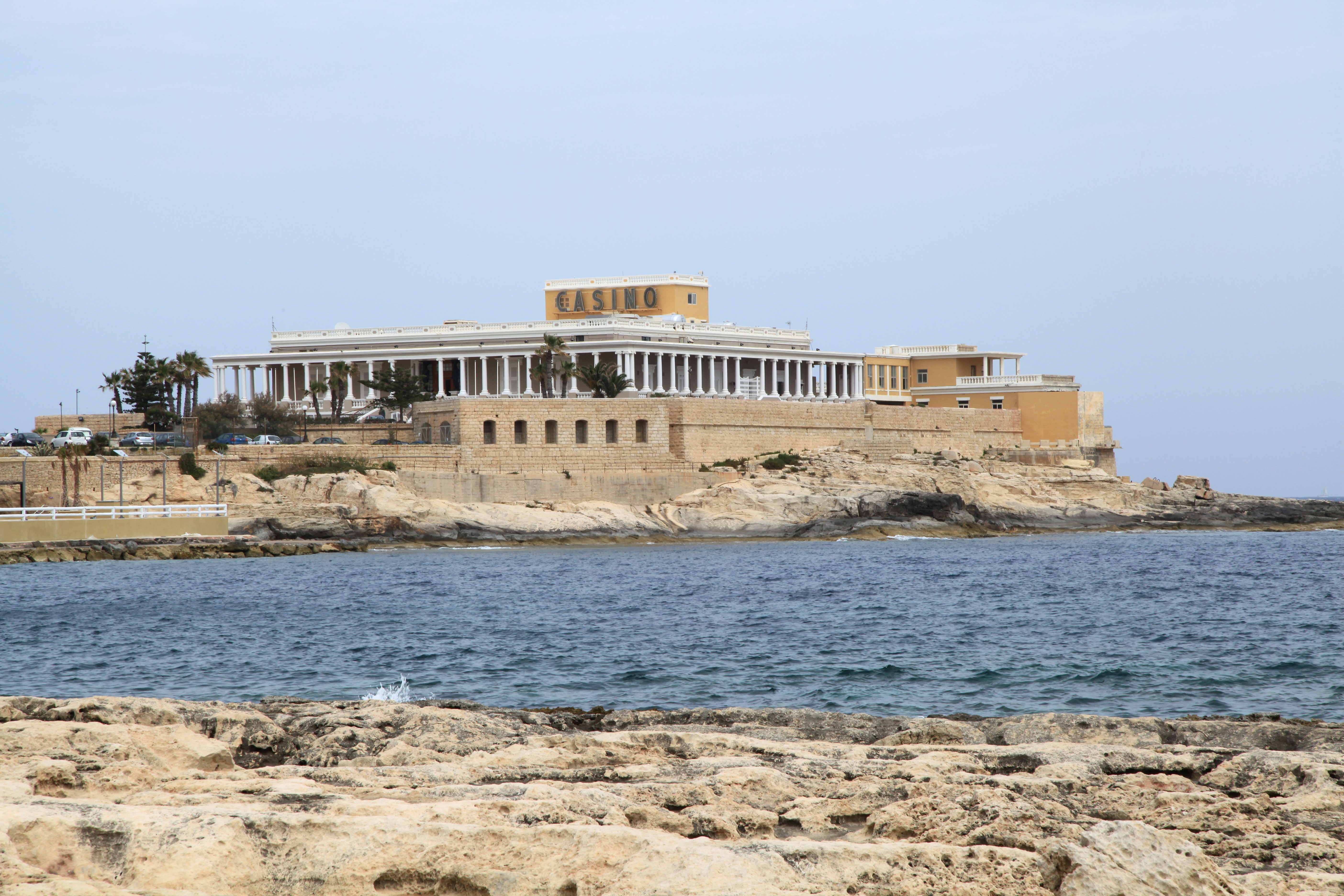
Dragonara Palace, zbudowany na miejscu baterii

Bateria wciąż istniała w roku 1811, lecz została później zburzona. Na jej miejscu wznosi się Dragonara Palace, zbudowany w roku 1870, w którym współcześnie mieści się kasyno.